# Eliminación de la larga distancia nacional en Chile
La eliminación de la larga distancia nacional en Chile fue el proceso por el cual llamar entre teléfonos fijos dentro del territorio nacional, se empezó a considerar como llamada local. El proceso se inició el 29 de marzo de 2014 y se extendió hasta el 9 de agosto del mismo año. El proyecto de ley, llamado «Establece la Meta todo Chile a llamada local», fue despachado por el Congreso Nacional el 13 de octubre de 2013 y promulgado por el presidente Sebastián Piñera el 29 de octubre del mismo año como la ley N.º 20.704.

## Implementación
Se fueron implementando según la región de residencia:
| Región                                              | Fecha de implementación |
| --------------------------------------------------- | ----------------------- |
| Región de Arica y Parinacota                        | 29 de marzo de 2014     |
| Región de Tarapacá                                  | 10 de mayo de 2014      |
| Región de Antofagasta                               | 31 de mayo de 2014      |
| Región de Atacama                                   | 14 de junio de 2014     |
| Región de Coquimbo                                  | 14 de junio de 2014     |
| Región de Valparaíso                                | 5 de julio de 2014      |
| Región Metropolitana de Santiago                    | 9 de agosto de 2014     |
| Región del Libertador General Bernardo O'Higgins    | 26 de julio de 2014     |
| Región del Maule                                    | 12 de julio de 2014     |
| Región del Biobío                                   | 21 de junio de 2014     |
| Región de la Araucanía                              | 17 de mayo de 2014      |
| Región de Los Ríos                                  | 7 de junio de 2014      |
| Región de Los Lagos                                 | 7 de junio de 2014      |
| Región de Aysén del General Carlos Ibáñez del Campo | 26 de abril de 2014     |
| Región de Magallanes y de la Antártica Chilena      | 26 de abril de 2014     |

## Procedimiento
- Para llamar a un teléfono fijo dentro del territorio nacional se debe agregar el número del código de área al teléfono. Así un número de Valdivia debe agregar el 63 a la numeración anterior. Por ejemplo, si el anterior número era 5678912, pasó a ser el 635678912 y debe marcarse incluso para llamar dentro de la misma ciudad. Los números telefónicos, quedaron así con 9 dígitos.
- Para llamar desde un teléfono fijo a un teléfono móvil se debe escribir el número, que comienza por 9, y no anteponer 09 como se hacía anteriormente.
- Para llamar a teléfonos IP se debe anteponer el 44 al número deseado y no 044 como se hacía anteriormente.[4]